# Project Nim
Project Nim je britský dokumentární film. Pojednává o šimpanzovi jménem Nim Chimpsky, který byl vychováván jako lidské dítě. Natočil jej režisér James Marsh. Střih snímku provedla režisérova dlouholetá spolupracovnice Jinx Godfrey. Snímek měl premiéru 20. ledna roku 2011 na Filmovém festivalu Sundance. Do kin byl uveden v srpnu toho roku a v únoru 2012 vyšel na DVD. Snímek byl nominován na řadu ocenění, včetně Nejlepšího dokumentu na 65. ročníku udílení Filmových cen Britské akademie.